# Romeinse stad

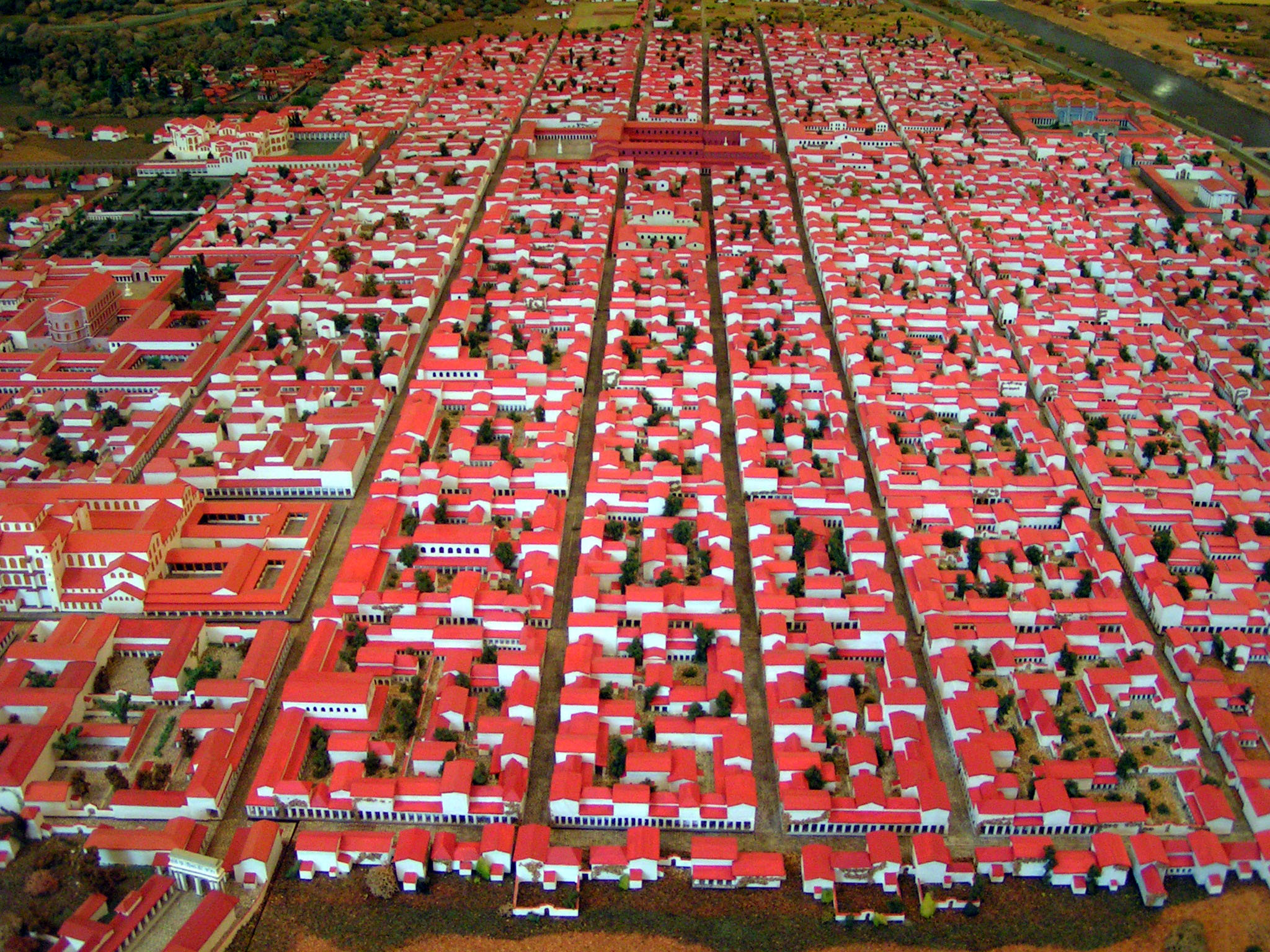
Maquette van Romeins Trier (Augusta Treverorum) in het Rheinisches Landesmuseum Trier

Een Romeinse stad is een stad die in de oudheid werd gebouwd door de Romeinen. 
Bij de bouw van een nieuwe stad oriënteerde men zich vaak op de hoofdstad van het Romeinse Rijk, Rome. De steden werden gebouwd volgens een schematisch plan (het zogeheten castra-model) met vaste onderdelen. Centraal lag het forum dat als marktplaats werd gebruikt, met daarnaast de belangrijkste tempels en het bestuurscentrum. Elders in de stad lagen vaak een theater of amfitheater en de thermen.
In de provincies werden nieuwe steden vaak gebouwd op plaatsen waar de Romeinse legerplaatsen waren gevestigd. De Romeinse veteranen kregen daar een stuk grond als beloning voor hun dienst.
In de stad woonden als bovenlaag van de bevolking de rijke grootgrondbezitters uit de omgeving. Van hen werd verwacht dat ze een deel van hun vermogen beschikbaar stelden in dienst van de stad. Zij waren degenen die de verschillende spelen financierden, feesten voor de goden organiseerden, monumenten lieten bouwen en straten en pleinen lieten aanleggen en onderhouden.
Hoe vrijgeviger de rijke burgers zich opstelden, hoe hoger hun aanzien was en hoe groter de invloed die zij konden uitoefenen in de verschillende ambten die ze bekleedden. Naast een woning in de stad bezaten grootgrondbezitters en rijke burgers vaak een villa op het platteland. 
Een domus was een grote stadswoning voor de rijkere klasse. De minder bedeelden woonden in de insulae, grote appartementencomplexen van soms wel 5 verdiepingen hoog. 